# Pandemia de COVID-19 en Anguila
Los primeros dos casos de la pandemia de COVID-19 en Anguila ocurrieron el 27 de marzo del 2020, actualmente hay 168 casos confirmados, 58 recuperados y 1 fallecido.

## Fondo
En diciembre de 2019 se identificó un nuevo coronavirus que causó una enfermedad respiratoria en la ciudad de Wuhan, provincia de Hubei, China, y se informó a la Organización Mundial de la Salud (OMS) el 31 de diciembre de 2019, que confirmó su preocupación el 12 de enero de 2020. La OMS declaró el brote de una Emergencia de Salud Pública de Importancia Internacional el 30 de enero y una pandemia el 11 de marzo.
La tasa de letalidad de COVID-19  es mucho menor que la del SARS, una enfermedad relacionada que surgió en 2002, pero su transmisión ha sido significativamente mayor, lo que ha provocado un número total de muertes mucho mayor.

## Cronología

### Marzo 2020
El 27 de marzo, se confirmó los primeros dos casos de coronavirus, una de las personas era originaria de los Estados Unidos y el otro era cercano a él.

### Abril 2020
El 4 de abril, se confirmó otro caso de coronavirus.
El 26 de abril, los tres casos se recuperaron y ya no hay casos activos en el territorio.

### Noviembre 2020
El 22 de noviembre, se anunció un nuevo caso de coronavirus.
El 30 de noviembre, se confirmaron 2 nuevos casos de coronavirus.[cita requerida]

### Diciembre 2020
El 4 de diciembre, se confirma el primer fallecimiento por el COVID-19, además de otro caso de coronavirus.[cita requerida]
| Casos de COVID-19 en Anguila Muertes Recuperaciones Casos activos marabrmayjunjulagosepoctnovdicÚltimos 15 días | Casos de COVID-19 en Anguila Muertes Recuperaciones Casos activos marabrmayjunjulagosepoctnovdicÚltimos 15 días | Casos de COVID-19 en Anguila Muertes Recuperaciones Casos activos marabrmayjunjulagosepoctnovdicÚltimos 15 días | Casos de COVID-19 en Anguila Muertes Recuperaciones Casos activos marabrmayjunjulagosepoctnovdicÚltimos 15 días | Casos de COVID-19 en Anguila Muertes Recuperaciones Casos activos marabrmayjunjulagosepoctnovdicÚltimos 15 días |
| --- | --- | --- | --- | --- |
| Fecha | Fecha | | N.º de casos | N.º de casos |
| 2020-3-27 | 2020-3-27 | | 2(—) | 2(—) |
| ⋮ | ⋮ | | 2(=) | 2(=) |
| 2020-4-4 | 2020-4-4 | | 3(+50%) | 3(+50%) |
| ⋮ | ⋮ | | 3(=) | 3(=) |
| 2020-4-10 | 2020-4-10 | | 3(=) | 3(=) |
| ⋮ | ⋮ | | 3(=) | 3(=) |
| 2020-4-26 | 2020-4-26 | | 3(=) | 3(=) |
| ⋮ | ⋮ | | 3(=) | 3(=) |
| 2020-11-22 | 2020-11-22 | | 4(+33%) | 4(+33%) |
| ⋮ | ⋮ | | 4(=) | 4(=) |
| 2020-11-30 | 2020-11-30 | | 6(+50%) | 6(+50%) |
| ⋮ | ⋮ | | 6(=) | 6(=) |
| 2020-12-4 | 2020-12-4 | | 7(+17%) | 7(+17%) |

## Prevención
A partir del 18 de marzo, Anguila cerró el Aeropuerto Internacional Clayton J. Lloyd y su puerto marítimo durante dos semanas y también cerró todas las escuelas del territorio. 
El 27 de marzo, Anguila ordenó que se estableciera un refugio y prohibió las reuniones públicas de más de 12 personas. A los restaurantes solo se les permitía llevar comida para llevar y los cierres de licorerías. 
A partir del 29 de abril, las iglesias, lugares de culto, todas las tiendas minoristas, peluquerías y barberías, proveedores de alojamiento, gimnasios y spas, instalaciones recreativas, loterías oficiales, restaurantes y bares pueden reabrir, siempre que se observe un distanciamiento social. 
A partir del 30 de abril, están en vigor las siguientes restricciones: No se permiten reuniones de más de 25 personas ni eventos deportivos. Se debe mantener el distanciamiento social y cada establecimiento solo puede permitir 1 persona por 30 pies cuadrados y colocar marcadores donde las personas deben hacer cola. 
A partir del 11 de mayo, los grados 5 y 6 volverán a abrir durante medio día. Los otros grados continuarán con E-learning.